# 再一次 (齊藤和義)
《再一次》为2013年4月17日发售的齐藤和义的第四十一张单曲。本作的A面歌《ワンモアタイム》作為動畫《名偵探柯南》的電影《名偵探柯南 绝海的侦探》的主題曲。

## 收錄曲
| 曲序 | 曲目                                | 时长 |
| ---- | ----------------------------------- | ---- |
| 1.   | 再一次（ワンモアタイム）            | 5:03 |
| 2.   | 您好！大家好！（Hello! Everybody!） | 4:22 |
| 3.   | 快樂（幸せハッピー）                | 3:37 |

## 外部連結
- 齐藤和义20周年官方網站 （日語）

| 剧场版 名侦探柯南 主题曲 2013年 名侦探柯南 绝海的侦探 |                           |                             |
| 前作: 生物股長 《春之歌》                             | 本作: 齐藤和义 《再一次》 | 次作: 柴咲幸 《爱的探照灯》 |